# Riteś Thapa
Riteś Thapa, Ritesh Thapa (nep. रितेश थापा; ur. 2 października 1984) – nepalski piłkarz grający na pozycji bramkarza.

## Kariera klubowa
Karierę rozpoczął w 2002 w Galaxian Club. W 2004 trafił do Nepal Police Club (wówczas Mahendra Police Club). W listopadzie 2013 ogłosił, że do końca roku 2070 według kalendarza nepalskiego (12 kwietnia 2014 w kalendarzu gregoriańskim) zakończy karierę.
W grudniu 2015 wraz z trzema innymi piłkarzami oraz jednym działaczem został dożywotnio zdyskwalifikowany przez AFC za ustawianie meczów.

## Kariera reprezentacyjna
Od 2003 gra w reprezentacji Nepalu. Zadebiutował w przegranym 0:16 meczu eliminacji do Pucharu Azji z Koreą Południową.

## Życie prywatne
Jest żonaty.